# LG G4
LG G4는 LG전자가 제조/판매하는 안드로이드 패블릿 스마트폰이다. 2015년 4월 29일에 주요 6개국에 공개했고, 같은 날 대한민국에 출시했다.

5.5인치 Quad HD IPS 디스플레이를 탑재하였다. CPU는 퀄컴 스냅드래곤 808 헥사코어를 장착하여 광대역 LTE-A를 지원한다.

## 운영체제 / 소프트웨어

### 안드로이드5.1 롤리팝
LG G4는 5.1 롤리팝을 탑재하여 출시했다

### 안드로이드6.0 마시멜로
2015년 11월 4일 LG G4의 6.0 마시멜로 업데이트가 시작되었다. 성능이 개선되고 노크 코드 6자리 이상 설정 등 UI가 개선되었다. PC에 LG bridge라는 소프트웨어를 설치하여 업데이트를 진행할 수 있다.

## 특수 기능

### 전문가 모드
화이트 밸런스, ISO, 셔터 스피드 등의 카메라 기능을 수동으로 조절할 수 있어서 디지털 카메라와 같은 사진을 찍을 수 있는 기능이다.

## 카피샷
사진을 한번에 두번 찍는 사진

### 레이저 오토 포커스
레이저를 이용해서 사진의 초점을 빠르게 잡는 기능이다. 야간 촬용 시 피사체의 위치를 찾기 어려울 때 유용하며, 전작인 LG G3에서 먼저 사용되었다.

## 액세서리

### 퀵서클 케이스
케이스에 뚫려 있는 동그란 서클 윈도우를 통해 전화 수신, 발신, 문자 받기, 음악, 카메라, 시계, 헬스 케어 기능을 사용할 수 있고 뒷면은 무선충전이 가능하다. G3에서 처음 시작되었으나 G4의 플라스틱 버전과 동일한 다이아몬드 패턴이 적용되었다. 색상은 블랙, 실버, 골드가 있다.

## 색상
- 메탈릭 그레이
- 세라믹 화이트
- 천연가죽 브라운
- 천연가죽 블랙
- 천연가죽 스카이블루
- 천연가죽 레드
- 천연가죽 핑크
- 천연가죽 오렌지
- 화이트 골드

처음 출시 때에는 메탈릭 그레이, 세라믹 화이트와 천연가죽 브라운, 천연가죽 블랙, 천연가죽 스카이블루 그리고 SK텔레콤 전용으로 천연가죽 레드만 출시되었으나 2015년 6월 9일, 별도로 천연가죽 핑크와 천연가죽 오렌지 배터리 커버가 출시되었고 2015년 11월 11일, 전면까지 화이트인 화이트 골드가 추가로 출시되었다.

## 추가 정보
-G4의 구성품에는 LG전자의 고성능 이어폰 쿼드비트3가 포함되어 있다.

## 논란

### 무한 부팅 문제
최근 G4가 사용중 정지되거나 저절로 재시작된 다음 계속해서 부트 로고 (LG 로고 상태에서 아무 반응 없음)만 나오는 일명 '무한 부팅 현상' 문제가 보고되고 있다. V10과 더불어 AP인 스냅드래곤808의 설계미스가 원인으로 보여지고 있어 LG전자 측은 AS기간과 상관없이 무상수리를 진행하고 있다.

### 잔상
같은 화면을 오래 보면 잔상이 희미하게 남는다. 해당 잔상은 시간이 지나면 서서히 사라진다.
보증기간 1년이 지나지 않았다면 서비스센터에서 무상교체를 받을 수 있다. 단, A/S기사가 봤을 때 심각하지 않으면 무상교체 대상에서 제외된다.
잔상 예방법은 다음과 같다.
1. 같은 화면을 오래보지 않는다.
2. 파란색 소자 조정 앱을 이용한다.
3. 화면밝기를 최대로 하지 말고 어둡게 해야 잔상이 덜 생긴다.
4. 발열을 최소한으로 해서 사용한다.

## 변형 기종

### G4 플러스 (LG-F500LM)
2015년 9월 22일부터 LG유플러스에 G4의 64GB 모델이 등장하였는데 이것은 기존 G4에 32GB짜리 SD카드를 넣은 것이다. 모델명은 LG-F500LM이다. 항간에서는 G4 플러스라고 부르기도 했다. 그런데 이 제품은 원래 시판되던 G4를 산 후 소비자가 직접 SD카드를 사서 넣는 것보다 비용이 비싸 논란이 되었다. 이에 대해 LG전자는 B2B 등 특정 유통 채널을 위한 제품이며 일반 소비자를 위한 제품은 아니라고 해명하였으나, 조사 결과 LG유플러스가 다단계 영업에 이용하려던 다단계 전용폰으로 드러나 많은 질타를 받았다.

## 같이 보기
- LG G3
- LG G3 Cat.6
- LG G 플렉스 2
- LG V10
- LG G5
- LG G4 비트

## 경쟁 기종
- 삼성 갤럭시 S6
- 삼성 갤럭시 S6 엣지
- 팬택 y6
- 넥서스 5X